# خالد الحقيل
خالد بن عبد الله الحقيل مهندس مدني سعودي، يشغل منصب رئيس الاتحاد العالمي للنقل والمواصلات العامة منذ يونيو 2021، وهو أول رئيس عربي وثاني رئيس من خارج أوروبا يتولى هذا المنصب، كما يشغل منصب الرئيس التنفيذي والعضو المنتدب للشركة السعودية للنقل الجماعي (سابتكو).

## الحياة العلمية
حصل خالد الحقيل على بكالوريوس في الهندسة المدنية من جامعة الملك سعود في العاصمة السعودية الرياض، والتحق بالعديد من الدورات التدريبية في مجالات الإدارة والقيادة والتخطيط والاستراتيجية داخل المملكة وخارجها.

## الحياة العملية
يرأس خالد الحقيل مجلس ادارة الاتحاد العالمي للنقل والمواصلات العامة في بروكسل UITP ورئاسة مجلس إدارة الاتحاد العربي للنقل بجامعة الدول العربية AULT كما يرأس مجلس الأعمال السعودي الإسباني بإتحاد الغرف السعودية إضافةً إلى عضوية مجلس الأعمال السعودي الفرنسي.
كما يتولى رئاسة مجلس إدارة الشركة السعودية الفرنسية للمواصلات العامة PTC ورئاسة مجلس إدارة الشركة السعودية الإماراتية للنقل المتكامل SEITCO ويتبوأ المهندس الحقيل منصب نائب رئيس مجلس إدارة شركة حلول التنقل الرقمي DMS ونائب رئيس مجلس إدارة شركة مترو العاصمة CAMCO فضلاً عن عضويات مجالس ولجان متعددة منها عضوية مجلس إدارة المركز السعودي للأعمال الاقتصادية وعضوية مجلس إدارة المركز الوطني للتنافسية NCC وعضوية مجلس الشراكة الاستراتيجية اللوجيستية MOLTS ومؤخراً عضوية مجلس إدارة شركة حمد محمد الدريس وشركاه للصناعة والتعدين[3]
حقق خالد الحقيل عددا من الإنجازات، منها: إعداد وتنفيذ الخطة الإستراتيجية لنمو الشركة السعودية للنقل الجماعي بالتعاون مع الاستشاري بوز ألن هاملتون، والقيام بإعادة هيكلة الشركة السعودية للنقل الجماعي إلى وحدات عمل إستراتيجية، والقيام بتأسيس مشروع نقل الرمل والبحص لدول الخليج العربي، وتأسيس الشركة السعودية الإماراتية للنقل المتكامل – سيتكو مع مؤسسة مواصلات الإمارات، وتأسيس جائزة الشركة الأفضل إفصاحاً وشفافية بمجلس الغرف السعودية، وتأسيس وإدارة الندوات واللقاءات بين قيادي الشركات المساهمة وكبار المسؤولين والمختصين.[3]

## تشرف سعادة المهندس خالد الحقيل، رئيس الاتحاد العربي للنقل البري، بتكريم معالي الفريق كامل الوزير، نائب رئيس مجلس الوزراء للتنمية الصناعية ووزير النقل والصناعة، بتقديم درع تذكاري تقديرًا لإسهاماته البارزة في تطوير قطاع النقل العام في مصر، حيث يعكس هذا التكريم التزام معاليه بتحسين البنية التحتية وتقديم خدمات نقل متميزة ومتكاملة تسهم في تحقيق التنمية المستدامة.
حصل م. خالد الحقيل على وسام جوقة الشرف برتبة فارس من الحكومة الفرنسية لعام 2022 إضافةٍ إلى لقب رجل العام 2021 لاتحاد الطرق الدولي، وكرم خلال افتتاح أعمال الدورة الـ18 للمؤتمر والمعرض العالمي للاتحاد الدولي للطرق في دبي في الإمارات العربية المتحدة.